# Distichophyllum subnigricaule
Distichophyllum subnigricaule är en bladmossart som beskrevs av Brotherus 1926. Distichophyllum subnigricaule ingår i släktet Distichophyllum och familjen Hookeriaceae. Inga underarter finns listade i Catalogue of Life.